# Devoll (Korçë)
Devoll es un municipio del condado de Korçë, en el sureste de Albania. Fue creado en 2015 mediante la fusión de los antiguos municipios de Bilisht, Hoçisht, Miras, Progër y Qendër Bilisht. El ayuntamiento tiene su sede en la villa de Bilisht. La población total es de 26 716 habitantes (censo de 2011), en un área total de 453.27 km². Ocupa los límites que antiguamente tenía el desaparecido distrito de Devoll.
Se sitúa junto a la frontera con la República Helénica. Posee importantes minas de níquel en las montañas situadas al este de la capital municipal junto a dicha frontera, concentradas mayormente en dos depósitos llamados Verniku y Kapshtica Oeste.